# Matthieu Uhila
Pas d'image ? Cliquez ici

a Compétitions nationales et continentales officielles uniquement.

b Matchs officiels uniquement.
Dernière mise à jour le 8 août 2025.
Matthieu Uhila, né le 30 avril 2002 à Nouméa (Nouvelle-Calédonie), est un joueur français de rugby à XV évoluant aux postes de deuxième ligne et de troisième ligne aile avec le Montpellier HR en Top 14.

## Biographie
Matthieu Uhila naît le 30 avril 2002 à Nouméa en Nouvelle-Calédonie. Il est originaire du Mont-Dore, où il fait du handball avant de découvrir le rugby à XV tardivement en débutant au Rugby Club du Mont-Dore, puis en intégrant le pôle espoirs de Nouvelle-Calédonie et enfin le centre de formation du Montpellier Hérault Rugby, en France métropolitaine, en 2020,.
Le 15 mai 2021, il dispute son premier match avec l'équipe professionnelle montpelliéraine au stade Jean-Bouin face au Stade français Paris en entrant en jeu à la 50e minute à la place de Tyler Duguid.
Le 11 février 2022, il dispute le match de l'équipe de France des moins de 20 ans face à l'Irlande, au stade Maurice-David d'Aix-en-Provence, en tant que titulaire lors de la 2e journée du Tournoi des Six Nations de la catégorie (défaite 16 à 17).
En manque de temps de jeu, il est prêté au RC Vannes pour la saison 2023-2024 de Pro D2. À l'issue de la saison, il remporte la Pro D2 et son club accède au Top 14 pour la première fois de son histoire.
En juin 2024, après avoir joué six matchs de championnat avec le RC Vannes, il prolonge son prêt pour une saison supplémentaire et retrouve le Top 14. Fin mai 2025, pour le compte de la 25e journée de Top 14, face à la Section paloise, il est titulaire pour la première fois de sa carrière en Top 14 au poste de troisième ligne.
À l'issue de la saison 2024-2025, il retourne au Montpellier HR où il signe son tout premier contrat professionnel avec le club.

## Palmarès
- Vainqueur du Championnat de France de 2e division en 2024 avec le RC Vannes.